# System doradztwa rolniczego
System Doradztwa Rolniczego (ang. Farm Advisory System, FAS) – jednolity w ramach Wspólnoty Europejskiej sposób udzielania porad w zakresie zarządzania gruntami oraz zarządzania gospodarstwem.
Wspólnotowy system doradztwa rolniczego jest narzędziem umożliwiającym państwom członkowskim skutecznie realizować założenia wspólnej polityki rolnej, a rolnikom zapewnia dostęp do kluczowych informacji i sprawne funkcjonowanie na rynku unijnym.

## Kształtowanie Systemów Doradztwa Rolniczego
Systemy doradztwa rolniczego w poszczególnych państwach członkowskich rozwijały się w różnym tempie i kierunku, co wynikało ze specyfiki danych gospodarek, a szczególnie: struktury agrarnej, stopnia koncentracji ziemi, specjalizacji i skali produkcji, ograniczeń rynkowych, wymagań konsumentów dotyczących jakości żywności oraz możliwości budżetowych, jak również polityki rolnej prowadzonej przez rządy. Dzięki temu obecnie występuje wiele różnych form własności systemów doradztwa rolniczego.
Na rynku usług doradczych w krajach Unii Europejskiej ukształtowały się następujących form doradztwa rolniczego:
1. Państwowy (publiczny) system doradztwa rolniczego, w którego ramach można wyróżnić systemy (podsystemy): edukacyjny oraz konwencjonalny (tradycyjny) zarządzany w sposób scentralizowany (Belgia, Grecja, Luksemburg, Słowenia) oraz zdecentralizowany (Hiszpania, północne landy Niemiec, Portugalia, Szwecja, Włochy).
2. Półpaństwowy, który charakteryzuje się publicznym świadczeniem usług i częściowo prywatnym ich finansowaniem (Irlandia, Norwegia).
3. Półautonomiczny, w którym usługi doradcze świadczone są przez organizacje rolnicze, samorządy lub prywatne firmy, występuje znaczna obniżka dotacji budżetowej na doradztwo oraz bezpośrednia opłata za usługi coraz bardziej znaczące (Polska z chwilą podporządkowania ODR Sejmikom Wojewódzkim, Litwa, Łotwa, Estonia).
4. Autonomiczny, będący własnością rolników (Austria, Dania, Finlandia, Francja, południowo-zachodnie landy Niemiec).
5. Komercyjny, stanowiący własność prywatnych osób, spółek (Anglia, Szkocja, Walia, Holandia, północno-wschodnie landy Niemiec, Węgry oraz Czechy i Słowacja).
W rozporządzeniu Rady WE z 2003 r. przyjęto, że do 2007 r. państwa członkowskie ustanowią system doradztwa dla rolników w zakresie zarządzania gruntami i gospodarstwem, który określono jako „Systemem Doradztwa Rolniczego”. Działalność doradcza obejmuje wymogi podstawowe w zakresie zarządzania oraz zasady dobrej kultury rolnej zgodnej z ochroną środowiska. Wskazano, że rolnicy mogą uczestniczyć w systemie doradztwa rolniczego na zasadzie dobrowolności.
Ze względu na charakter świadczenia usług uznano, aby informacje uzyskane w trakcie wykonywania działalności doradczej powinny być traktowane jako poufne. System doradztwa powinien przyczyniać się do tego, aby rolnicy stawali się bardziej świadomi odnośnie do przepływów materiałowych i procesów przebiegających w gospodarstwie.
Poprzez system doradztwa rolniczego państwa członkowskie powinny skutecznie informować rolników o ich obowiązkach wynikających z zasady wzajemnej zgodności.
W rozporządzeniu wskazano, że należy ustanowić sprawne systemy kontroli przestrzegania zasad wzajemnej zgodności.

## Regulacje dotyczące Systemu Doradztwa Rolniczego z 2005 r.
W rozporządzeniu Rady WE z 2005 r. ustanowiono zasady korzystania przez rolników z usług doradczych w ramach PROW, które mają na celu dostosowania, ulepszenia i ułatwienia zarządzania gospodarstwem rolnym.
Usługi doradcze obejmują:
- obowiązkowe wymogi gospodarowania oraz zasady dobrej kultury rolnej zgodnej z ochroną środowiska naturalnego (zasada wzajemnej zgodności),
- normy dotyczące bezpieczeństwa pracy oparte na prawodawstwie wspólnotowym,
- wsparcie na rzecz korzystania z usług doradczych ograniczone do wysokości określonej w przepisach.

## System Doradztwa Rolniczego w świetle regulacji 2013 r.
W rozporządzeniu Parlamentu Europejskiego i Rady UE z 2013 r. stwierdzono, że system doradztwa rolniczego prowadzą wyznaczone instytucje publiczne lub wybrane podmioty prywatne.
System doradztwa rolniczego obejmuje przynajmniej:
- obowiązki na poziomie gospodarstwa wynikające z podstawowych wymogów w zakresie zarządzania oraz norm utrzymania gruntów w dobrej kulturze rolnej zgodnej z ochroną środowiska (zasada wzajemnej zgodności),
- praktyki rolnicze korzystne dla klimatu i środowiska oraz utrzymywanie użytków rolnych (zazielenienie),
- działania na poziomie gospodarstwa przewidziane w programach rozwoju obszarów wiejskich, mające na celu modernizację gospodarstw, budowanie konkurencyjności, integrację sektorową, innowację oraz zorientowanie na rynek, a także promowanie przedsiębiorczości.

System doradztwa rolniczego może również obejmować w szczególności:
- promowanie przekształcania gospodarstw i dywersyfikacji ich działalności gospodarczej;
- zarządzanie ryzykiem i wprowadzanie odpowiednich działań prewencyjnych przeciwdziałających skutkom klęsk żywiołowych, katastrof oraz chorób zwierząt i roślin;
- minimalne wymogi ustanowione w prawie krajowym,
- informacje dotyczące łagodzenia zmiany klimatu i przystosowania się do niej, różnorodności biologicznej i ochrony wód.

Państwa członkowskie zapewniają, aby doradcy pracujący w systemie doradztwa rolniczego byli odpowiednio wykwalifikowani i odbywali regularne szkolenia.